# Gulmarg Gondola

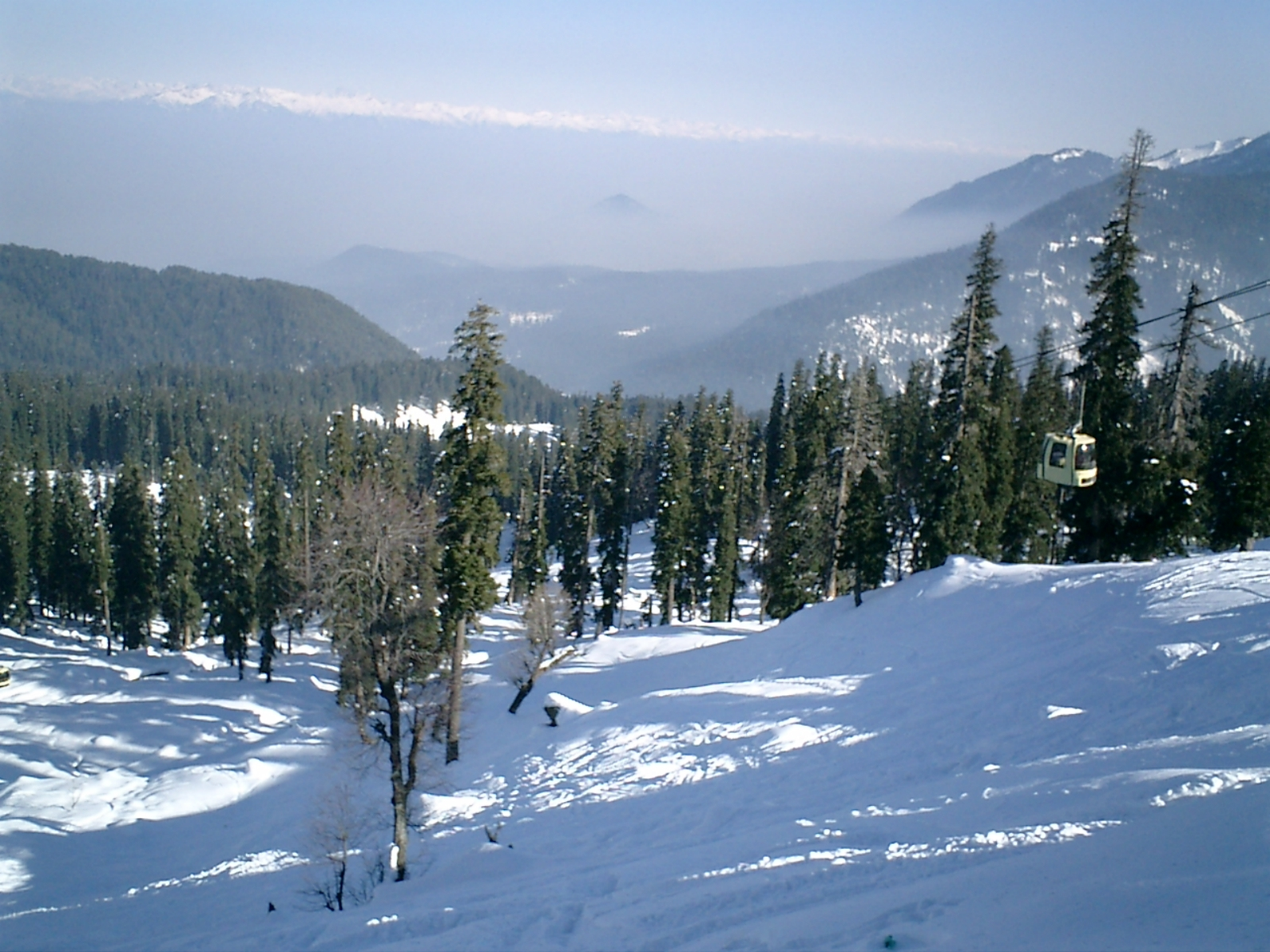
Gulmarg Skigebiet, Kabine der Gondelbahn rechts vor den Bäumen

Die Gulmarg Gondola ist eine Gondelbahn, die von der am Rande des Gulmarg-Tales in 2699 m Höhe gelegenen Talstation über die an der Baumgrenze in 3099 m Höhe gelegene Mittelstation Kongdoor zur Bergstation in 3980 m Höhe fährt, die auf einem unterhalb des 4320 m hohen Mt. Apharwat gelegenen Bergsattel steht.

## Beschreibung
Die erste Sektion der Gondelbahn ist 2400 m lang und hat einen Höhenunterschied von 400 m, die zweite Sektion ist 2688 m lang bei einem Höhenunterschied von 881 m. Insgesamt überwindet die Gondelbahn somit 1281 m Höhe auf einer Länge von 5088 m. Das Gebäude der Mittelstation dient zwar als Bergstation für die erste und gleichzeitig als Talstation für die zweite Sektion, dennoch sind die beiden Sektionen voneinander getrennt, so dass die Fahrgäste umsteigen müssen. Bei der Konstruktion der Bahn ging man allerdings davon aus, dass nur ein Teil der Passagiere mit der zweiten Sektion bis ganz nach oben fahren wollen. In der Mittelstation befindet sich ein Restaurant.
In der ersten Sektion fahren 72 Kabinen, in der zweiten Sektion 36 Kabinen von Sigma, die mit kuppelbaren Doppelklemmen an das 40,5 mm starke Förderseil geklemmt sind. Die Kabinen haben Platz für sechs Personen, die jeweils zu dritt in der Kabinenmitte Rücken an Rücken sitzen. Die Kabinen haben deshalb auch je zwei Türen. Außerdem fährt ein offener Korb laufend mit, der zur Versorgung der Stationen dient. Die Fahrgeschwindigkeit beträgt 8 m/s in der ersten und  9 m/s in der zweiten Sektion (28,8 km/h bzw. 32,4 km/h). Entsprechend dem indischen Linksverkehr fahren auch die Kabinen auf der linken Seite nach oben. Die Förderleistung beträgt 1500 bzw. 600 Personen pro Stunde.
Die Gondelbahn hat 19 Seilbahnstützen in der ersten Sektion und 18 in der zweiten.
Der elektrische Antrieb befindet sich für beide Stationen in der Mittelstation, dementsprechend befinden sich die hydraulischen Seilspannungen in der Tal- bzw. in der Bergstation. Die Parkgaragen für die Gondeln der ersten Sektion sind in der Talstation und für die der zweiten Sektion in der Mittelstation untergebracht. Dort befindet sich auch eine Weiche, über die die Kabinen aus der Garage in die untere Sektion (und umgekehrt) geschoben werden können.

## Geschichte
Die Regierung von Jammu und Kashmir beschloss in den 1980er Jahren, das Gulmar-Tal touristisch zu entwickeln und gründete deshalb die Jammu and Kashmir State Cable Car Corporation Ltd. als Bauherr und Betreiber der Gondelbahn. Deren Planung wurde Mitte 1989 abgeschlossen. Mit der Seilbahntechnik wurde Pomagalski beauftragt, die Bauarbeiten und Stützen sollten von der örtlichen Firma AGE Construction ausgeführt werden. Bald nach Baubeginn mussten die Arbeiten jedoch wegen der Unruhen im Kashmir-Tal eingestellt werden. Erst 1997 wurden die Arbeiten unter dem Schutz der indischen Armee wieder aufgenommen, so dass die Phase I, also die erste Sektion, am 27. Januar 1998 durch Dr. Farooq Abdullah, Chief Minister von Jammu und Kashmir, feierlich eröffnet werden konnte. Durch den Kargil-Krieg und die folgenden Auseinandersetzungen zwischen Indien und Pakistan wurden weitere Arbeiten bis zum Waffenstillstand von 2003 verhindert. Die wieder aufgenommenen Arbeiten litten nicht nur unter den extremen klimatischen Bedingungen, sondern auch durch einen verfrühten Wintereinbruch. Dennoch konnten die Arbeiten am 15. März 2005 fertiggestellt und die Gondelbahn am 28. Mai 2005 von Mohammad Syed, Chief Minister, feierlich eröffnet werden. Laut der Gedenktafel an der Seilbahn handelt es sich um die höchste Gondelbahn der Welt mit einer Höhe von 13 400 ft (4084 m).
Beim Absturz einer Gondel kamen am 25. Juni 2017 sieben Personen ums Leben. Ursache war vermutlich ein Baum, der infolge starken Windes entwurzelt wurde und auf das Seil kippte. Dadurch stürzte eine Kabine 30 Meter in die Tiefe.